# Sutton Hoo

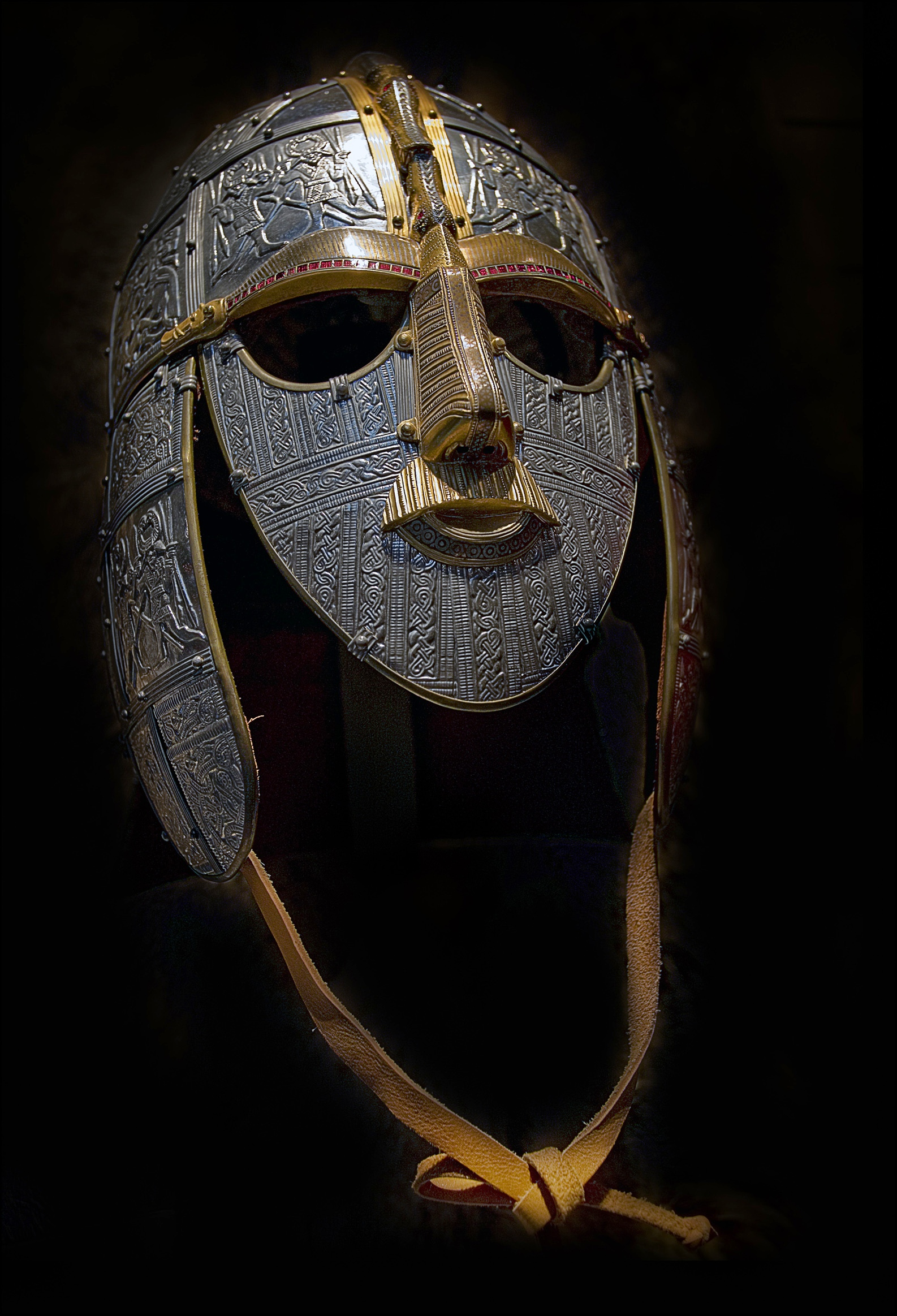
Réplica de capacete encontrado na necrópole de Sutton Hoo

Sutton Hoo é o local de dois cemitérios medievais que datam dos séculos VI a VII perto da cidade inglesa de Woodbridge. Os arqueólogos têm escavado a área desde 1938, quando um enterro de navio anteriormente intacto contendo uma riqueza de artefatos anglo-saxões foi descoberto. O site é importante para estabelecer a história do reino anglo-saxão de East Anglia, bem como iluminar os anglo-saxões durante um período que carece de documentação histórica.
O local foi escavado pela primeira vez por Basil Brown, um arqueólogo autodidata, sob os auspícios da proprietária de terras Edith Pretty, mas quando sua importância se tornou aparente, especialistas nacionais assumiram. Os artefatos que os arqueólogos encontraram na câmara mortuária incluem um conjunto de acessórios de vestuário em ouro e pedras preciosas, um capacete cerimonial, um escudo e uma espada, uma lira e uma placa de prata do Império Bizantino . O enterro do navio gerou comparações com o mundo de Beowulf. O poema em inglês antigo é parcialmente ambientado em Götaland, no sul da Suécia, que tem paralelos arqueológicos com alguns dos achados de Sutton Hoo. Os estudiosos acreditam Rædwald, rei dos anglos orientais, é a pessoa mais provável de ter sido enterrada no navio.
Durante as décadas de 1960 e 1980, a área mais ampla foi explorada por arqueólogos e outros enterros individuais foram revelados. Outro cemitério está situado em um segundo esporão a cerca de 500 metros a montante do primeiro. Foi descoberto e parcialmente explorado em 2000 durante os trabalhos preliminares para a construção de um novo centro turístico de visitantes. Os topos dos montes foram obliterados pela atividade agrícola. Os cemitérios estão localizados perto do estuário do rio Deben e outros sítios arqueológicos. Eles aparecem como um grupo de aproximadamente 20 montes de terra que se erguem ligeiramente acima do horizonte do esporão quando vistos da margem oposta. O centro de visitantes contém artefatos originais, réplicas de achados e uma reconstrução da câmara funerária do navio. O site está sob os cuidados do National Trust; a maioria desses objetos estão agora em posse do Museu Britânico.